# Dino Luigi Romoli

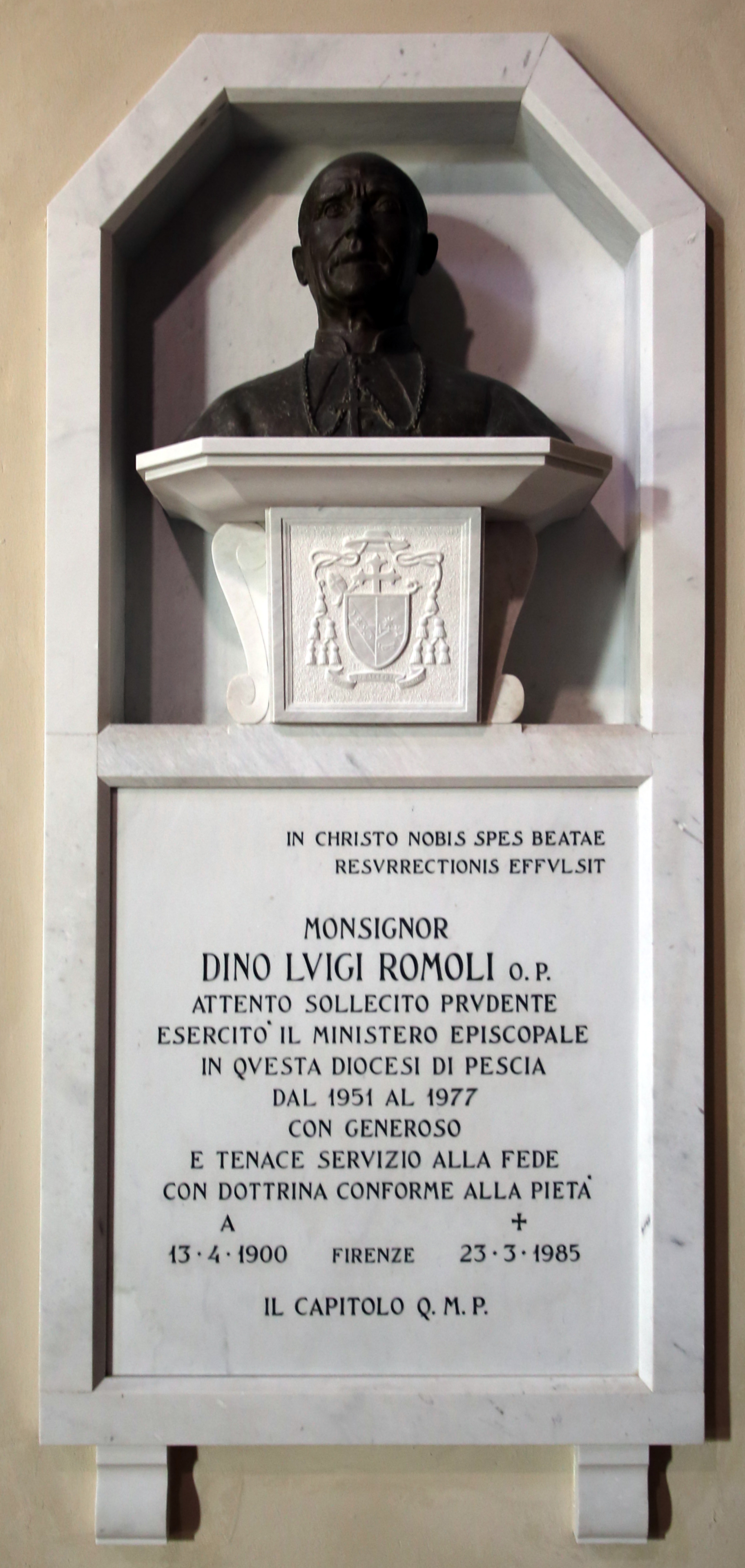
Monumento funebre del vescovo Romoli, Duomo di Pescia.

Dino Luigi Romoli (Petriolo, 13 aprile 1900 – Firenze, 25 marzo 1985) è stato un vescovo cattolico italiano, 14º vescovo della diocesi di Pescia.

## Biografia
Appartenente all'Ordine dei frati predicatori, a undici anni entrò nella Scuola apostolica di San Domenico a Fiesole, dove ricevette gli insegnamenti di Pio Alberto Del Corona. Fu ordinato sacerdote a Roma il 13 luglio 1924. Ritornò a San Domenico di Fiesole in veste di parroco. Fu poi richiamato a Roma come maestro di teologia e priore provinciale di San Marco e Sardegna. Infine, fu presso il convento di San Marco di Firenze. Rimasta vacante la diocesi di Pescia per la morte del vescovo Angelo Simonetti, fu scelto come suo successore il 27 febbraio 1951 e ordinato il 25 aprile. Partecipò a tutte le sessioni del Concilio Ecumenico Vaticano II. Si ritirò dalla guida della diocesi, per raggiunti limiti di età, il 24 giugno 1977. Deceduto a Firenze, fu sepolto nella cattedrale di Pescia.

## Genealogia episcopale
La genealogia episcopale è:
- Cardinale Scipione Rebiba
- Cardinale Giulio Antonio Santori
- Cardinale Girolamo Bernerio, O.P.
- Arcivescovo Galeazzo Sanvitale
- Cardinale Ludovico Ludovisi
- Cardinale Luigi Caetani
- Cardinale Ulderico Carpegna
- Cardinale Paluzzo Paluzzi Altieri degli Albertoni
- Papa Benedetto XIII
- Papa Benedetto XIV
- Papa Clemente XIII
- Cardinale Marcantonio Colonna
- Cardinale Giacinto Sigismondo Gerdil, B.
- Cardinale Giulio Maria della Somaglia
- Cardinale Carlo Odescalchi, S.I.
- Cardinale Costantino Patrizi Naro
- Cardinale Lucido Maria Parocchi
- Cardinale Agostino Gaetano Riboldi
- Vescovo Francesco Ciceri
- Vescovo Ferdinando Rodolfi
- Cardinale Elia Dalla Costa
- Vescovo Dino Luigi Romoli, O.P.